# هيرنان جامبوا
هيرنان جامبوا (بالإسبانية: Hernán Gamboa)‏ هو موسيقي وملحن فنزويلي، ولد في 18 يونيو 1946 في San Tomé, Venezuela ‏ في فنزويلا، وتوفي في 10 يناير 2016 في بوينس آيرس في الأرجنتين بسبب سرطان.

## وصلات خارجية
- هيرنان جامبوا على موقع ديسكوغز (الإنجليزية)